# Kaio Carmona
Kaio Carvalho Carmona (Belo Horizonte, 13 de dezembro de 1976) é um poeta, escritor e professor brasileiro.

## Biografia
Professor na Universidade Agostinho Neto e no Centro Cultural do Brasil em Angola (CCBA). Possui pós-doutorado em Poéticas da Modernidade. Doutor em Estudos Literários, e também Mestrado e Graduação, pela Universidade Federal de Minas Gerais (UFMG). Pesquisador do Modernismo brasileiro, da poesia mineira e das literaturas em Língua Portuguesa. Possui vários artigos publicados em revistas literárias.

## Obras
- A casa comum (novela) – Belo Horizonte: Quixote+Do, 2020 ISBN 9786586942064
- 26 poetas na Belo Horizonte de ontem (ensaio) – Belo Horizonte: Fino Traço, 2020 ISBN 9786599013966
- Para quando (poesia) – Belo Horizonte: Scriptum, 2017 ISBN 9788594940094
- Compêndios de amor (poesia) – Belo Horizonte: Scriptum, 2013 ISBN 9788589044707
- Um lírico dos tempos (ensaio) – São Paulo: Scortecci, 2006 ISBN 9788536606371 Erro de parâmetro em {{ISBN}}: soma de verificação

### Participação em antologias
- Entrelinhas Entremontes: versos contemporâneos mineiros (coletânea de poesia organizada com Vera Casa Nova e Marcelo Dolabela) – Belo Horizonte, 2020 ISBN 9788566256642
- A contemporânea literatura brasileira – poéticas do século XXI em debate (organizadores: Camila Morgana Lourenço e Marcio Markendorf)  –Florianópolis: Literatual/UFSC, 2020 ISBN 9786587206004